# Criquetot-sur-Longueville

Criquetot-sur-Longueville este o comună în departamentul Seine-Maritime, Franța. În 1 ianuarie 2022 avea o populație de 219 de locuitori.